# Montesa
Montesa település Spanyolországban, Valencia tartományban. Montesa L’Alcúdia de Crespins, Aielo de Malferit, Canals, Enguera, Vallada és Xàtiva községekkel határos. Lakosainak száma 1134 fő (2024).

## Népesség
A település népessége az utóbbi években az alábbiak szerint változott:
| Lakosok száma | 1301 | 1400 | 1425 | 1390 | 1353 | 1278 | 1204 | 1164 | 1152 | 1134 |
|               | 2001 | 2004 | 2007 | 2009 | 2012 | 2014 | 2017 | 2019 | 2022 | 2024 |